# Federico Boyd

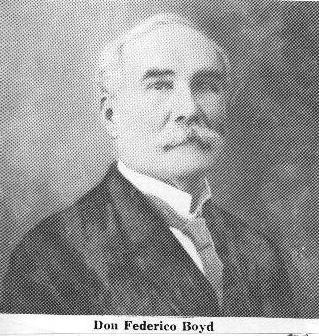
Federico Boyd

Federico Augusto Boyd López (24 de setembro de 1851 - 25 de maio de 1924) foi presidente interino do Panamá de 1 de outubro de 1910 a 5 de outubro de 1910. Ele pertencia ao Partido Liberal.
Boyd era um empresário que se tornou um membro ativo da Junta Revolucionária Patriótica que lutou para obter a independência do Panamá da Colômbia. Atuou em várias posições: membro do Conselho Municipal do Panamá  (1888), membro da Junta de Governo Provisório (1903), senador da Assembleia Nacional (1910), chefe de Estado do Panamá (1910), ministro das Relações Exteriores (1911-1912), embaixador e ministro na Alemanha, Holanda e Bélgica, cônsul-geral e representante comercial em Honduras e El Salvador.
Seu talento como orador público levou-o a representar os interesses do Panamá perante o governo colombiano. Apresentou uma petição para obter um atraso nas negociações com o governo francês para a construção de um Canal do Panamá. Mais tarde, a sua intervenção possibilitou uma negociação com o governo estadunidense sobre a construção de um canal interoceânico através do istmo do Panamá.
Boyd morreu em Nova York em 25 de maio de 1924, sendo lembrado como um dos fundadores do Panamá.